# Wissant Communal Cemetery
Wissant Communal Cemetery is een begraafplaats gelegen in de Franse plaats Wissant (Pas-de-Calais). De militaire graven worden onderhouden door de Commonwealth War Graves Commission.
De begraafplaats telt 11 geïdentificeerde Gemenebest graven uit de Tweede Wereldoorlog.